# 天橋立ビューランド
天橋立ビューランド（あまのはしだてビューランド）は、京都府宮津市にある天橋立を眺められる展望台のある遊園地である。

## 概要

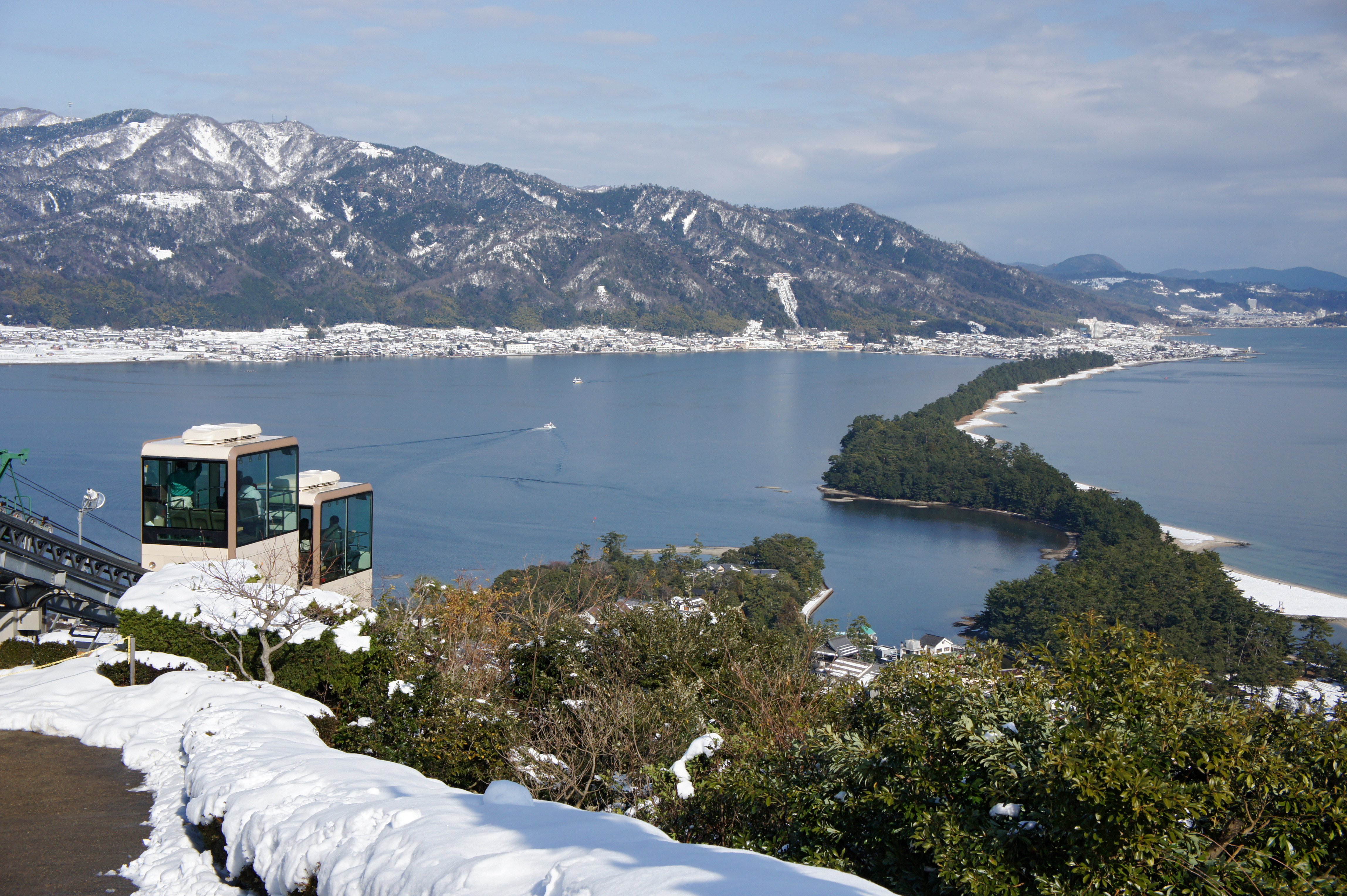
展望台から望む天橋立（飛龍観）、モノレール

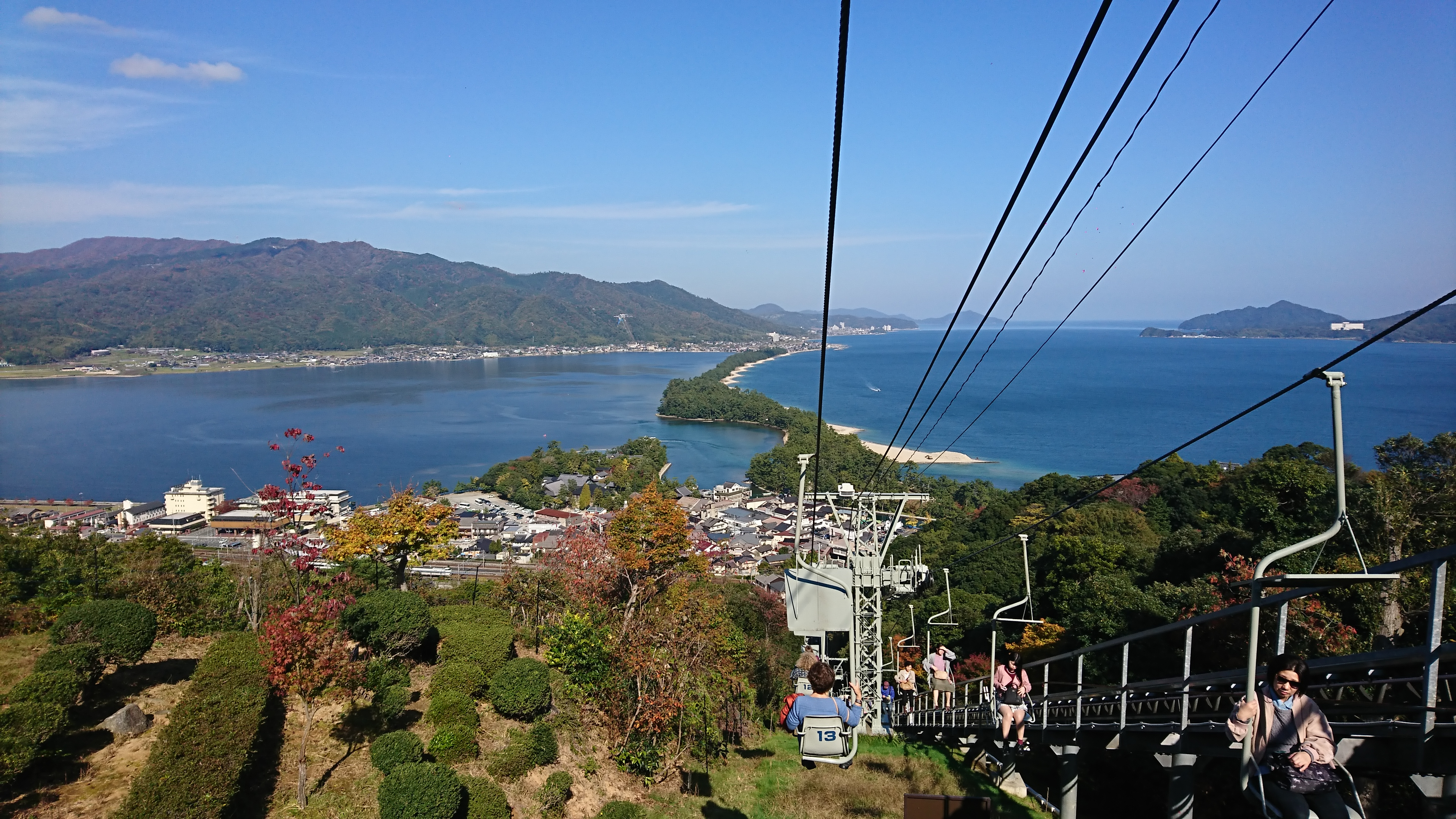
リフト山頂駅

天橋立ビューランドには、天橋立を眺めながら食事ができる展望レストランや観覧車などのアトラクションがある。
文珠山の山頂に位置し、展望台から「股のぞき」で眺められる天橋立は、天舞い昇る龍に例えられ「飛龍観」と呼ばれる。天橋立を北側から望むことができる傘松公園の展望台と並ぶ、天橋立のベストビュースポットである。
文珠山のふもとにあるチケット売り場でリフトモノレール共通往復乗車料(入園料込み)を支払い、モノレール（スロープカー）もしくはリフトで天橋立ビューランドに入園できる。

## アトラクション
- 観覧車
- ゴーカート
- メリーゴーランド
- かわらけ投げ
- サイクルカー
- SL弁慶号
- コインカー
- 遊々館・カフェ・射的・アーチェリー

## 施設情報
- 運営会社 … 天橋立総合事業株式会社
- 〒626-0001 京都府宮津市文珠437
- 最寄り駅 … 天橋立駅　徒歩5分
- 入園料 … 大人1000円（中学生以上）・ 小人500円、（モノレール、リフト各往復＋入園料）乳幼児は大人1名につき1名無料
- 営業時間 … 9:00 - 17:00/18:00（季節により異なる）
- 休業日 … なし
- 有料駐車場…20台